# Srebrny wiatr
Srebrny wiatr (cz. Stříbrný vítr) – czechosłowacki film dramatyczny z 1956 w reżyserii Václava Krški. Adaptacja powieści Frániego Šrámka pod tym samym tytułem.

## Obsada
- Eduard Cupák jako Jan Ratkin
- František Šlégr jako Rudolf, ojciec Jana
- Marie Brožová jako Jarmila, matka Jana
- Radovan Lukavský jako stryj Jiří, brat Rudolfa
- Vladimír Ráž jako profesor Ramler
- Bedřich Vrbský jako katecheta
- Jana Rybářová jako Anička Karasová
- Josef Vinklář jako Franta Valenta
- Oldřich Slavík jako Hugo Staněk
- Jaroslav Wagner jako Majer, przyjaciel Jana
- Ilja Racek jako Vika, przyjaciel Jana
- Otto Lackovič jako Karel Zach
- Miloš Kopecký jako nadporucznik Gerlič
- Stella Májová jako Stázka
- Růžena Šlemrová jako gospodyni
- Stanislava Strobachová jako wdowa Haurová
- Jiřina Šejbalová jako aktorka Helena
- Nelly Gaierová jako matka Hugo Stanka
- Zuzana Kočová jako służąca Eliška
- Blanka Waleská jako prostytutka Anděla
- Ludmila Vendlová jako prostytutka Lorča
- Zdeňka Baldová jako kochanka
- Jiřina Steimarová jako praczka
- Ladislav Trojan jako student
- Raoul Schránil jako oficer Kerth
- Miloš Forman jako oficer u Hugo Stanka
- Zdeněk Borovec jako oficer
- Karel Höger – komentarz (głos)